# Den 21. Razzie-Uddeling
Den 21. Golden Raspberry Awards-ceremonien blev afholdt den 24. marts 2001 på Radisson-Huntley Hotel i Santa Monica, Californien. Uddelingen blev holdt for at præsentere det dårligste filmindustrien havde at tilbyde i filmåret 2000.
Science-fictionfloppet Battlefield Earth tog størsteparten af priserne efter at den vandt samtlige af de syv kategorier den var nomineret i.
Den komplette liste over nominerede er som følger, hvor «vinderne» er præsenteret med fed skrift:

## Værste film
Battlefield Earth (Warner Bros.)
Blair Witch 2 (Artisan)
Flintstones i Viva Rock Vegas (Universal)
Little Nicky (New Line)
The Next Best Thing (Paramount)

## Værste skuespiller
John Travolta for Battlefield Earth og Lucky Numbers (Paramount)
Leonardo DiCaprio for The Beach (20th Century Fox)
Adam Sandler for Little Nicky
Sylvester Stallone for Get Carter (Warner Bros.)
Arnold Schwarzenegger (som den ægte «Adam Gibson») for The 6th Day (Columbia)

## Værste skuespillerinde
Madonna for The Next Best Thing
Kim Basinger for Bless the Child (Paramount) og I Dreamed of Africa (Columbia)
Melanie Griffith for Cecil B. DeMented (Artisan)
Bette Midler for Isn't She Grating (Universal)
Demi Moore for Passion of Mind (Paramount Classics)

## Værste par på skærmen
John Travolta og hvem som helst han er sammen med på skjermen i Battlefield Earth
Hvilket som helst par i Blair Witch 2
Richard Gere og Winona Ryder i Autumn in New York (MGM for UA)
Madonna og enten Rupert Everett eller Benjamin Bratt i The Next Best Thing
Arnold Schwarzenegger (som den ægte «Adam Gibson») og Arnold Schwarzenegger (som klonen af «Adam Gibson») i The 6th Day

## Værste mandlige birolle
Barry Pepper for Battlefield Earth
Stephen Baldwin for Flintstones i Viva Rock Vegas
Keanu Reeves for The Watcher (Universal)
Arnold Schwarzenegger (som klonen af «Adam Gibson») for The 6th Day
Forest Whitaker for Battlefield Earth

## Værste kvindelige birolle
Kelly Preston for Battlefield Earth
Patricia Arquette for Little Nicky - Djevelungen
Joan Collins for Flintstones i Viva Rock Vegas
Thandie Newton for Mission: Impossible II (Paramount)
Rene Russo for The Adventures of Rocky & Bullwinkle (Universal)

## Værste genindpilning eller opfølger
Blair Witch 2
Grinchen
Flintstones i Viva Rock Vegas
Get Carter
Mission: Impossible II

## Værste instruktør
Roger Christian for Battlefield Earth
Joe Berlinger for Blair Witch 2
Steven Brill for Little Nicky
Brian De Palma for Mission to Mars (Disney)
John Schlesinger for The Next Best Thing

## Værste manuskript
Battlefield Earth af Corey Mandell og J.D. Shapiro, baseret på en roman af L. Ron Hubbard
Blair Witch 2
Grinchen
Little Nicky
The Next Best Thing